# Nemzeti Bajnokság I 2017-18
La Nemzeti Bajnokság I 2017-18 fue la 116.ª temporada de la Primera División de Hungría. El nombre oficial de la liga fue OTP Bank Liga por razones de patrocinio. La temporada comenzó el 15 de julio de 2017 y finalizó el 18 de mayo de 2018. El club Honvéd FC de la ciudad de Budapest es el campeón defensor.
Los doce clubes en competencia disputaran tres ruedas con un total de 33 partidos disputados por club. Al final de la temporada, los dos últimos clasificados descienden y son sustituidos por el primero y segundo de la Nemzeti Bajnokság II, la segunda división de Hungría.

## Ascensos y descensos
Al término de la temporada 2016-17, fueron relegados el MTK Budapest y Gyirmót, y ascendieron de la Nemzeti Bajnokság II el campeón Puskás Akadémia y el subcampeón Balmazújváros.
| Pos. | Descendidos de la Nemzeti Bajnokság I 2016-17 |
| ---- | --------------------------------------------- |
| 11.º | MTK Budapest                                  |
| 12.º | Gyirmót                                       |

| Pos. | Ascendidos de la Nemzeti Bajnokság II 2016-17 |
| ---- | --------------------------------------------- |
| 1.º  | Puskás Akadémia                               |
| 2.º  | Balmazújváros                                 |

## Información de los equipos
- A continuación se muestra la lista de clubes que compiten en la Nemzeti Bajnokság I 2017-18, con su ubicación, estadio y capacidad del estadio.
| Club             | Ciudad                 | Estadio                  | Capacidad | Referencias |
| ---------------- | ---------------------- | ------------------------ | --------- | ----------- |
| Balmazújvárosi   | Balmazújváros          | Városi Sportpálya        | 2,435     | [ 1 ]       |
| Debreceni VSC    | Debrecen               | Nagyerdei Stadion        | 20,340    | [ 2 ]       |
| Diósgyőri VTK    | Miskolc                | Diósgyőri Stadion        | 9,345     | [ 3 ]       |
| Ferencvárosi     | Budapest (Ferencváros) | Groupama Aréna           | 23,700    | [ 4 ]       |
| Haladás          | Szombathely            | Haladás Sportkomplexum   | 9,859     |             |
| Honvéd           | Budapest (Kispest)     | Bozsik Stadion           | 10,000    | [ 5 ]       |
| Mezőkövesd-Zsóry | Mezőkövesd             | Városi Stadion           | 4,183     | [ 6 ]       |
| Paksi            | Paks                   | Fehérvári úti Stadion    | 6,150     | [ 7 ]       |
| Puskás Akadémia  | Felcsút                | Pancho Aréna             | 3,816     | [ 8 ]       |
| Újpest           | Budapest (Újpest)      | Szusza Ferenc Stadion    | 13,501    | [ 9 ]       |
| Vasas            | Budapest (Angyalföld)  | Illovszky Rudolf Stadion | 9,000     | [ 10 ]      |
| Videoton         | Székesfehérvár         | Sóstói Stadion           | 14,300    |             |

## Tabla de posiciones
- Actualización final el 2 de junio de 2018.[11]

| Pos. | Equipo          | Pts. | PJ | G  | E  | P  | GF | GC | Dif. | Clasificación o descenso                                                  |
| ---- | --------------- | ---- | -- | -- | -- | -- | -- | -- | ---- | ------------------------------------------------------------------------- |
| 1    | Videoton (C)    | 68   | 33 | 20 | 8  | 5  | 65 | 28 | +37  | Clasifica a Liga de Campeones de la UEFA 2018-19                          |
| 2    | Ferencváros     | 66   | 33 | 18 | 12 | 3  | 69 | 31 | +38  | Clasifica a primera fase clasificatoria de Liga Europa de la UEFA 2018-19 |
| 3    | Újpest          | 49   | 33 | 12 | 13 | 8  | 41 | 38 | +3   | Clasifica a primera fase clasificatoria de Liga Europa de la UEFA 2018-19 |
| 4    | Honvéd          | 47   | 33 | 13 | 8  | 12 | 50 | 53 | −3   | Clasifica a primera fase clasificatoria de Liga Europa de la UEFA 2018-19 |
| 5    | Debrecen        | 44   | 33 | 12 | 8  | 13 | 53 | 47 | +6   |                                                                           |
| 6    | Puskás Akadémia | 43   | 33 | 11 | 10 | 12 | 41 | 46 | −5   |                                                                           |
| 7    | Paks            | 42   | 33 | 11 | 9  | 13 | 43 | 48 | −5   |                                                                           |
| 8    | Haladás         | 38   | 33 | 11 | 5  | 17 | 35 | 50 | −15  |                                                                           |
| 9    | Mezőkövesd      | 37   | 33 | 9  | 10 | 14 | 35 | 52 | −17  |                                                                           |
| 10   | Diósgyőr        | 36   | 33 | 10 | 6  | 17 | 44 | 53 | −9   |                                                                           |
| 11   | Balmazújváros   | 36   | 33 | 8  | 12 | 13 | 39 | 46 | −7   | Descenso a la Nemzeti Bajnokság II                                        |
| 12   | Vasas           | 34   | 33 | 9  | 7  | 17 | 38 | 61 | −23  | Descenso a la Nemzeti Bajnokság II                                        |

 Fuente: Hungarian Football Federation (en húngaro), Soccerway
Criterios de clasificación: 1) Puntos; 2) puntos entre sí; 3) diferencia de goles; 4) Goles marcados.

## Goleadores
- Actualización final.
| Rank | Jugador          | Club            | Goles |
| ---- | ---------------- | --------------- | ----- |
| 1    | Davide Lanzafame | Honvéd          | 18    |
| 2    | Soma Novothny    | Újpest          | 17    |
| 2    | Roland Varga     | Ferencváros     | 17    |
| 4    | Márton Eppel     | Honvéd          | 14    |
| 4    | Danko Lazović    | Videoton        | 14    |
| 6    | Dániel Böde      | Ferencváros     | 13    |
| 7    | Haris Tabaković  | Debreceni VSC   | 12    |
| 8    | Josip Knežević   | Puskás Akadémia | 11    |
| 9    | Márk Koszta      | Mezőkövesd      | 10    |
| 9    | Joseph Paintsil  | Ferencváros     | 10    |
| 9    | Marko Šćepović   | Videoton        | 10    |